# Szahrijar
Szahrijar (perski: شهريار) – miasto w Iranie, w ostanie Teheran. W 2006 roku miasto liczyło 189 120 mieszkańców w 51 814 rodzinach.
8 stycznia 2020 w okolicy miasta nastąpiła katastrofa ukraińskiego samolotu, w wyniku której śmierć poniosło 176 osób.